# Termessa
Genre
Termessa est un genre de lépidoptères (papillons) de la famille des Erebidae et de la sous-famille des Arctiinae. Ses espèces sont endémiques d'Australie.

## Liste des espèces
Selon FUNET Tree of Life (29 octobre 2020) :
- Termessa nivosa (Walker, 1865)
- Termessa conographa Meyrick, 1886
- Termessa discrepans Walker, 1865
- Termessa congrua Walker, 1865
- Termessa shepherdi Newman, 1856
- Termessa laeta Walker, 1856
- Termessa xanthomelas Lower, 1892
- Termessa gratiosa (Walker, 1865)
- Termessa diplographa Turner, 1899
- Termessa zonophanes Meyrick, 1888
- Termessa catocalina (Walker, 1865)
- Termessa orthocrossa Turner, 1922